# Chiesa di Santa Caterina (Hoogstraten)
La chiesa di Santa Caterina, in neerlandese: Sint-Katharinakerk, è il principale luogo di culto cattolico della città fiamminga di Hoogstraten, in Belgio.
La torre, con i suoi 104,70 metri d'altezza, è la terza, in mattoni, più alta d'Europa dopo quelle della collegiata di San Martino
di Landshut e della chiesa di Nostra Signora a Bruges.

## Storia e descrizione

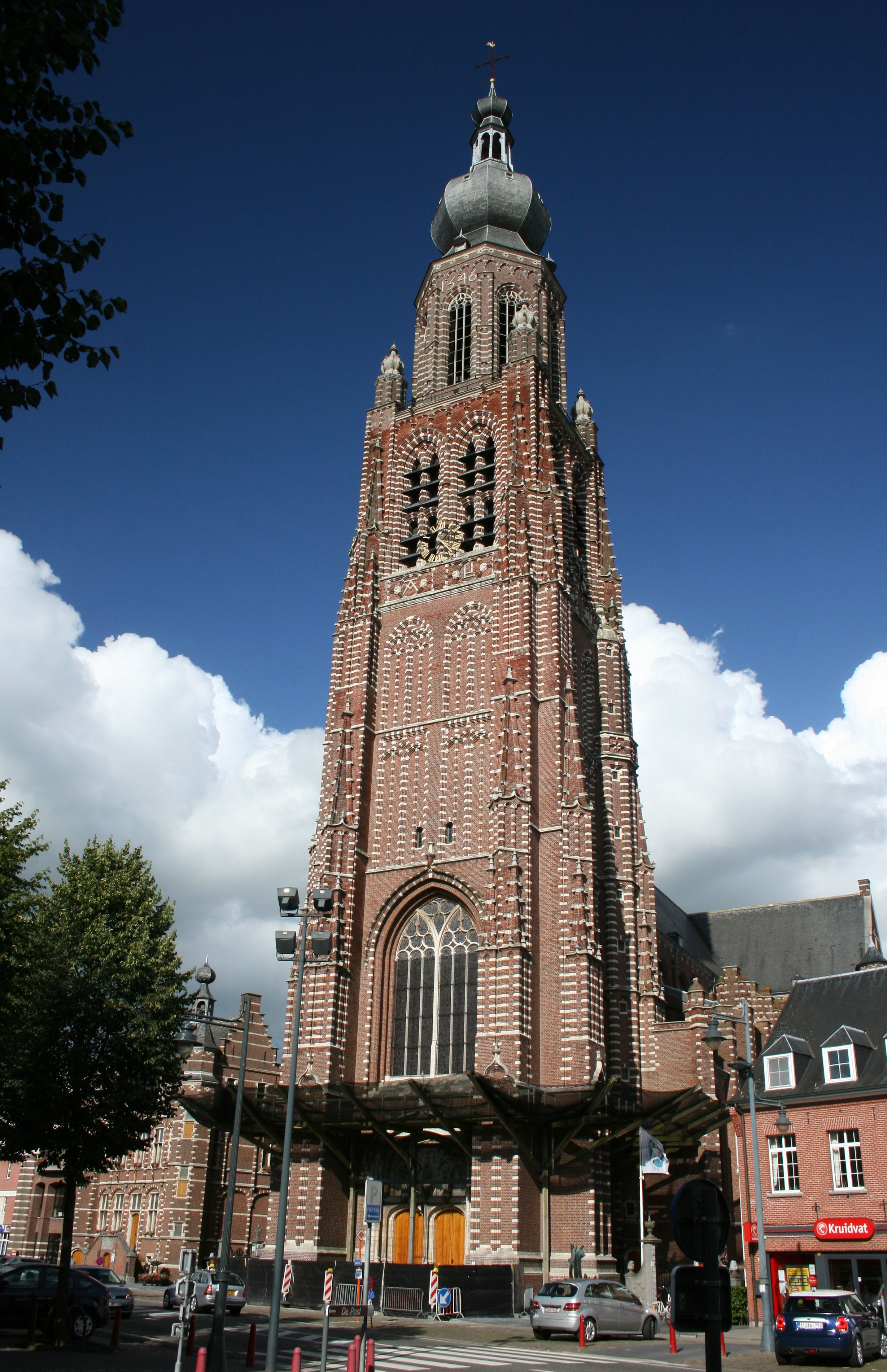
La torre di 104,7 metri.

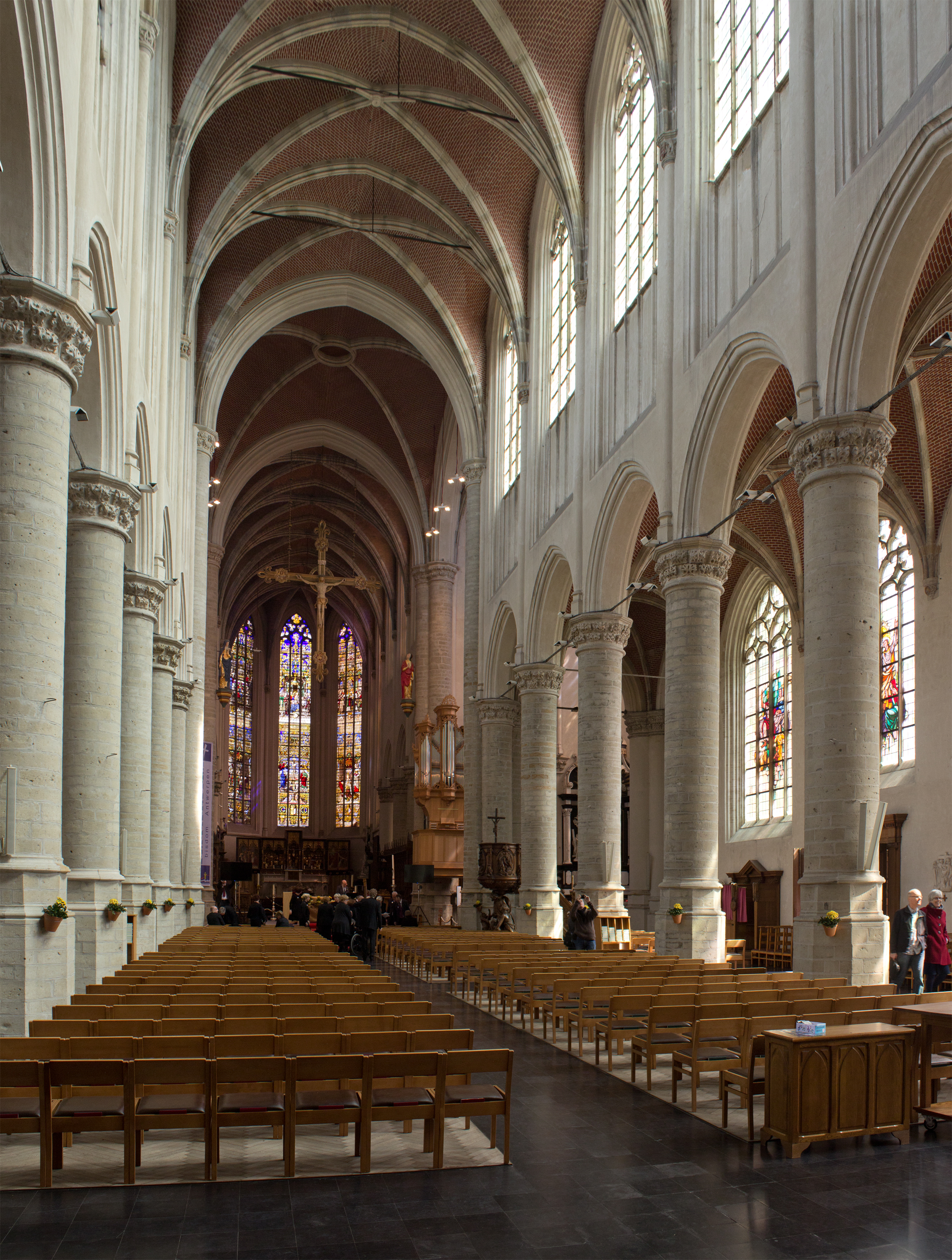
Veduta dell'interno.

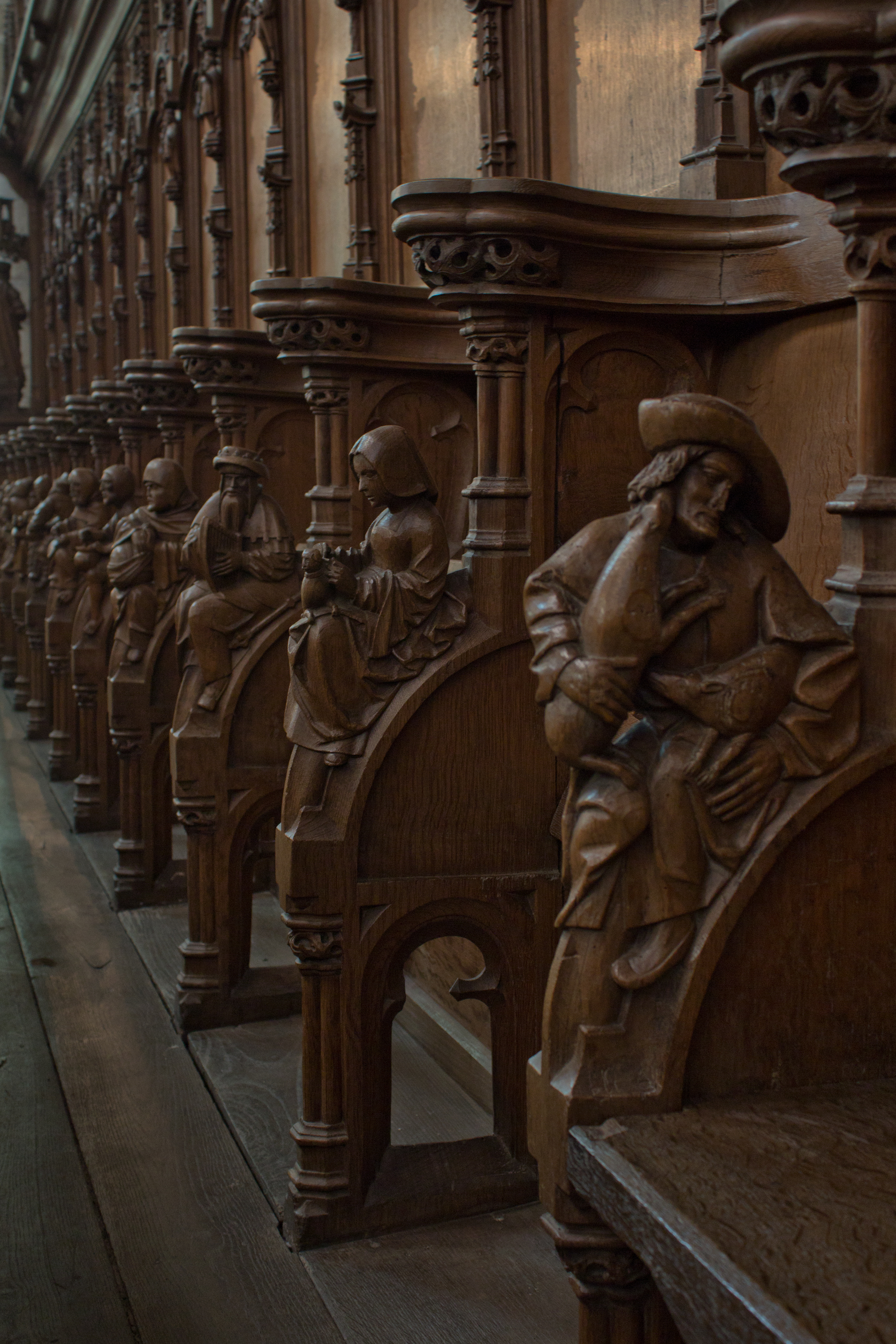
Gli stalli gotici del coro.

Nel luogo sorgeva già una piccola chiesa romanica che venne ricostruita in stile gotico fra il XIII e il XIV secolo, e di nuovo dopo l'incendio del 1442. Il 18 novembre 1525, Antoon I van Lalaing e Elisabeth van Culemborg, conti di Hoogstraten, che commissionarono la costruzione di una nuova, grande chiesa, l'attuale. Il progetto venne affidato a Rombout II Keldermans, che concepì un grande edificio a cinque navate con cappelle laterali continue, sull'esempio della chiesa di Brou a Bourg-en-Bresse. Tuttavia, questi piani vennero via via rivisti e ridotti a una chiesa a tre navate, più economica. I lavori, probabilmente, si fermarono tra il 1534 e il 1535 per ragioni finanziarie, infatti nonostante la scelta di un mattone locale come materiale da costruzione, la difficile consegna delle pietre bianche in arenaria causò ripetutamente ritardi nel cantiere. La chiesa fu consacrata il 5 ottobre 1544; e la torre fu completata solo nel 1546. A quel tempo si costruirono il municipio, il Castello e il monastero delle clarisse.
Alla fine della seconda guerra mondiale, il 23 ottobre 1944, la torre fu fatta saltare dall'esercito tedesco, in quanto ritenuta possibile punto di avvistamento per gli alleati. Nella sua caduta, la torre distrusse la navata centrale e l'annesso municipio. Rimanevano in piedi solo la parte del coro e le colonne e gli archi della navata centrale. Tuttavia, la maggior parte delle vetrate era stata conservata, dal 1941, nella cripta sepolcrale del principe Nicola Leopoldo di Salm-Salm (primo Duca di Hoogstraten), sotto l'edificio. Il 29 marzo 1945 la chiesa fu colpita una seconda volta da una bomba, che danneggiò il coro.
La torre e la chiesa sono stati ricostruiti a partire dal 1951, secondo il progetto originale, sotto la direzione degli architetti Jozef-Louis Stynen e Pol Berger. La fase finale dei lavori fu completata il 1º giugno 1958.

## Opere d'arte
- Pulpito, opera tardo-barocca eseguita da Theodoor Verhaeghen nel 1735[1];
- Stalli gotici del coro con immagini degli apostoli e dei santi, realizzati da Albrecht Gelmens[4] fra il 1532 e il 1548;
- Polittico di San Giuseppe, opera fiamminga del XV secolo;
- Tomba di Nicola Leopoldo di Salm-Salm, opera rococò di Cornelis van Dael, 1765[1];
- Tomba di Antoon I van Lalaing e di sua moglie, opera rinascimentale in marmo e alabastro del 1527-29, di Jan Mone[1][4];
- Arazzi dei Santi protettori dei Conti, del 1540;
- Messaggio a Maria, tavola di Jan-Erasmus Quellinus, 1688;
- Assunzione della Vergine, di Jan-Erasmus Quellinus, 1704;

### Vetrate
La chiesa ha un'importante collezione di vetrate forse disegnate da Bernard van Orley. Nell'abside, sopra l'altare, le sette finestre raffigurano i Sette Sacramenti, vennero realizzate da Antonis Eversione nel 1531-33. Sopra il presbiterio sono sei finestre con personaggi storici eseguite da Claes Mathysen e Mathys Claes tra il 1528 e il 1571, e nella navata laterale nord è la vetrata dell'Ultima Cena, del 1532-35, attribuita a Pieter Coecke van Aelst. Le vetrate vennero radicalmente restaurate tra il 1841 e il 1890 da J.B. Capronnier.

## Dimensioni
| Altezza della Torre: 104,70 m    |
| Lunghezza : 86,70 m              |
| Lunghezza del transetto: 36,75 m |